# Panagiota Dosi
Panagiota Dosi (griechisch Παναγιώτα Δόση, * 1. April 2001 in Athen) ist eine griechische Leichtathletin, die sich auf den Hochsprung spezialisiert hat.

## Sportliche Laufbahn
Erste internationale Erfahrungen sammelte Panagiota Dosi im Jahr 2017, als sie bei den U20-Balkan-Hallenmeisterschaften in Istanbul mit übersprungenen 1,80 m die Silbermedaille gewann. Im Juni siegte sie mit derselben Höhe bei den U18-Balkan-Meisterschaften ebendort und anschließend gewann sie bei den U20-Balkan-Meisterschaften in Pitești mit 1,75 m die Bronzemedaille, ehe sie beim Europäischen Olympischen Jugendfestival (EYOF) in Győr mit 1,77 m den vierten Platz belegte. Im Jahr darauf siegte sie mit 1,79 m bei den U20-Balkan-Hallenmeisterschaften in Sofia und anschließend gelangte sie bei den Balkan-Hallenmeisterschaften in Istanbul mit 1,83 m auf Rang vier. Im Juli wurde sie bei den U18-Europameisterschaften in Győr mit 1,74 m Zehnte und anschließend erreichte sie bei den Olympischen Jugendspielen in Buenos Aires Platz sieben. 2019 klassierte sie sich bei den U20-Europameisterschaften in Borås mit 1,84 m auf dem siebten Platz und 2021 gelangte sie bei den U23-Europameisterschaften in Tallinn mit 1,80 m auf den zwölften Platz. 2023 gewann sie dann bei den U23-Europameisterschaften in Espoo mit 1,89 m die Silbermedaille hinter der Zyprerin Elena Kulichenko und anschließend sicherte sie sich auch bei den Balkan-Meisterschaften in Kraljevo mit 1,91 m die Silbermedaille hinter der Rumänin Daniela Stanciu. Im August schied sie dann bei den Weltmeisterschaften in Budapest mit 1,80 m in der Qualifikationsrunde aus. Im Jahr darauf gewann sie bei den Balkan-Hallenmeisterschaften in Istanbul mit 1,86 m die Bronzemedaille hinter der Bulgarin Mirela Demirewa und Daniela Stanciu aus Rumänien. Ende Mai gewann sie bei den Freiluft-Balkan-Meisterschaften in Izmir mit 1,83 m die Bronzemedaille hinter der Türkin Buse Savaşkan und Demirewa aus Bulgarien und kurz darauf verpasste sie bei den Europameisterschaften in Rom mit 1,81 m den Finaleinzug. Im August schied sie bei den Olympischen Sommerspielen in Paris ohne einen gültigen Versuch ebenfalls in der Vorrunde aus.
In den Jahren 2020 und 2023 wurde Dosi griechische Meisterin im Hochsprung.